# Pluty (Pieniężno)
Pluty (deutsch Plauten) ist ein Dorf in der polnischen Woiwodschaft Ermland-Masuren. Es gehört zur Stadt- und Landgemeinde Pieniężno (Mehlsack) im Powiat Braniewski (Kreis Braunsberg).

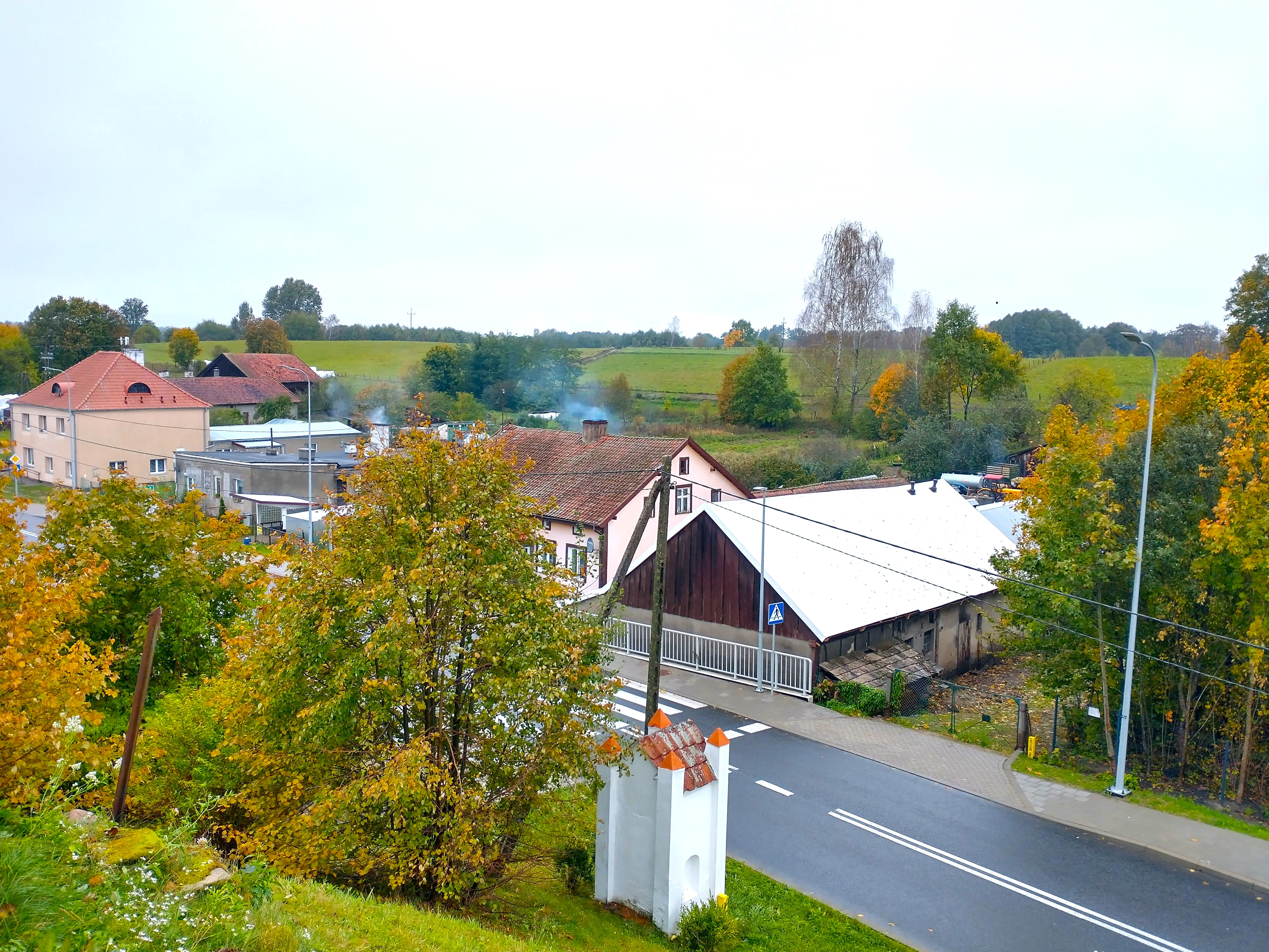
Ortsdurchfahrt

## Geographische Lage
Das Kirchdorf liegt in der historischen Region Ostpreußen, in Ermland, am Flüsschen Wałsza (deutsch Walsch), etwa 33 Kilometer südöstlich der Kreisstadt Braniewo (Braunsberg).

## Geschichte

Plauten, südsüdwestlich von Königsberg und südöstlich der Stadt Braunsberg, auf einer Landkarte von 1910

### Ortsgeschichte
Auf das Jahr 1326 datiert die Handfeste für das Kirchdorf Plauthen, das nach 1785 Plauten geschrieben wurde. Am 18. Juni 1874 wurde es Amtsdorf und damit namensgebend für einen Amtsbezirk im ostpreußischen Kreis Braunsberg, Regierungsbezirk Königsberg, zu dem acht Orte gehörten.
In Plauten waren im Jahre 1910 341 Einwohner gemeldet. Ihre Zahl belief sich im Jahre 1933 auf 319 und im Jahre 1939 auf 310.
Gegen Ende des Zweiten Weltkriegs wurde die Region im Frühjahr 1945 von der Roten Armee besetzt. Nach Beendigung der Kampfhandlungen wurde Plauten zusammen mit der gesamten südlichen Hälfte Ostpreußens von der Sowjetunion der Volksrepublik Polen zur Verwaltung überlassen. In der Folgezeit wurde die einheimische Bevölkerung von der polnischen Administration aus dem Kreisgebiet vertrieben.
Plauten erhielt die polnische Ortsbezeichnung „Pluty“ und ist heute eine Ortschaft im Verbund der Stadt- und Landgemeinde Pieniężno (Mehlsack) im Powiat Braniewo (Kreis Braunsberg) in der Woiwodschaft Ermland-Masuren – in der historischen Region Ermland.

### Amtsbezirk Plauten (1874–1945)
Zum Amtsbezirk Plauten gehörten:
| Deutscher Name | Polnischer Name |
| -------------- | --------------- |
| Glanden        | Glądy           |
| Lotterfeld     | Łoźnik          |
| Paulen         | Pawły           |
| Plauten        | Pluty           |
| Schönsee       | Kowale          |
| Seefeld        | Jeziorko        |
| Steinbotten    | Pełty           |
| Woppen         | Wopy            |

## Festung/Ordensburg Plut
In Plauten befand sich die prußische Festung Plut, eine Verschanzung, die sich der Orden im 14. Jahrhundert zu eigenem Schutz aneignete. Forscher der Universität Warschau entdeckten in einem Wald bei Plauen in bis zu 20 Meter hohen Erhebungen steinerne Fundamente inmitten von Wällen und Gräben. Es stellte sich heraus, dass das Gelände bereits seit 2500 Jahren besiedelt war. Einst stand hier eine hölzerne Burg der Prußen. Sie wurde durch eine zweistöckige Festung mit Turm durch den Orden ersetzt.

## Religion

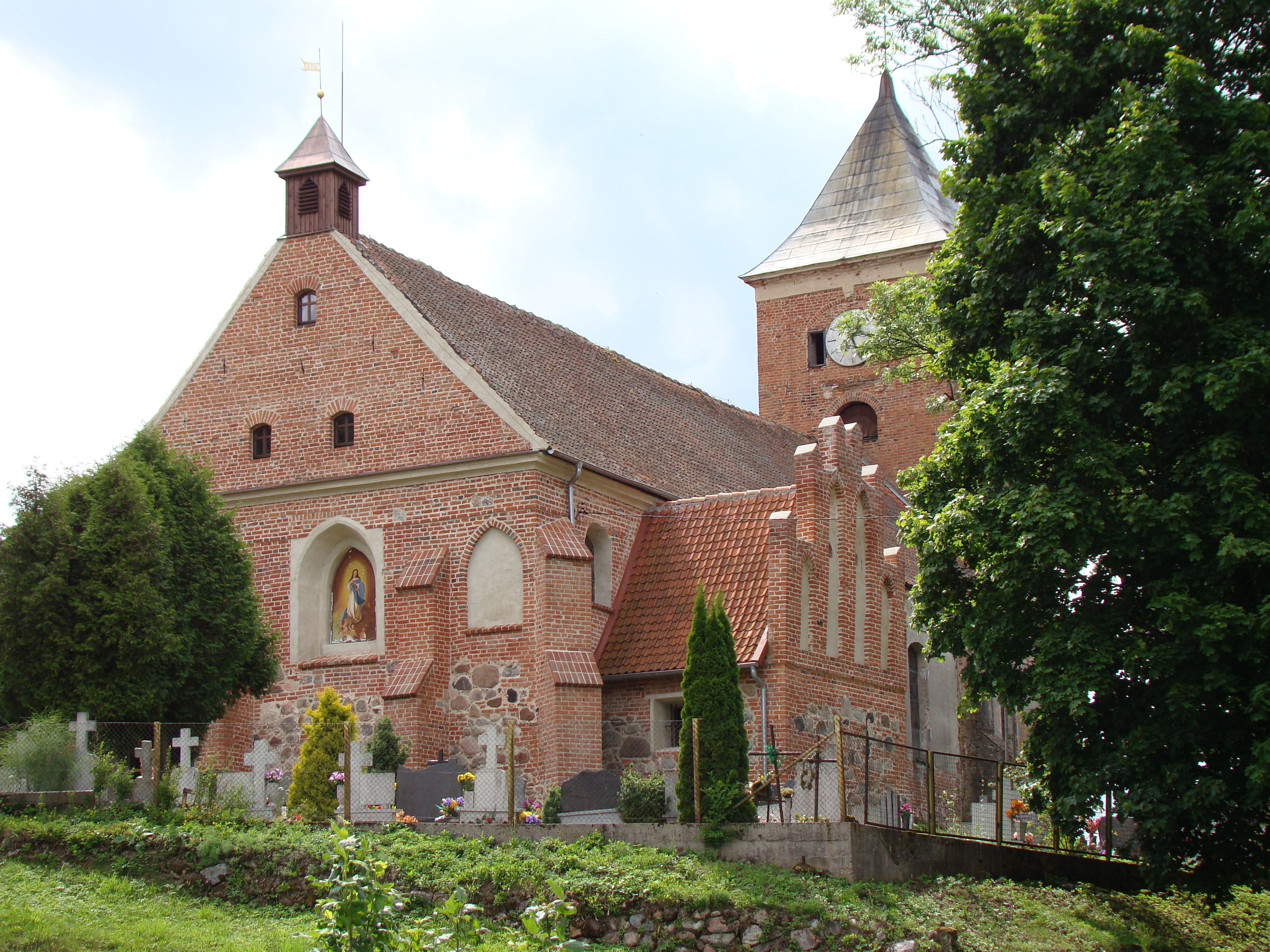
Dorfkirche

Bereits 1326 wurde in Plauten eine Kirche erwähnt.

### Römisch-katholisch
Die heutige nach St. Laurentius benannte römisch-katholische Kirche stammt aus dem 14. Jahrhundert. Sie war schon vor 1945 katholisch. Ihre Grundmauern sind aus Feldsteinen, 1801 wurde sie nach Westen hin erweitert und um einen Turm ergänzt. Der Hochaltar von 1694 und die Seitenaltäre von 1697 stammen wohl aus der Werkstatt von Isaak Riga aus Königsberg (Preußen), und die Kanzel ist auch ein Werk des Barock. Das Gebäude wurde 1945 zugunsten der Römisch-katholischen Kirche in Polen zwangsenteignet.
Die Pfarrei in Pluty gehört zum Dekanat Górowo Iławeckie (Landsberg) innerhalb des Erzbistums Ermland. Zur Pfarrei gehören die Filialkirchen Łoźnik (Lotterfeld) und Grotowo (Hoppendorf).
Zur Pfarrei gehören die Ortschaften:
| Polnischer Name | Deutscher Name |  | Polnischer Name | Deutscher Name |
| --------------- | -------------- |  | --------------- | -------------- |
| Glądy           | Glanden        |  | Kowale          | Schönsee       |
| Łoźnik          | Lotterfeld     |  | Jeziorko        | Seefeld        |
| Pawły           | Paulen         |  | Pełty           | Steinbotten    |
| Pluty           | Plauten        |  | Wopy            | Woppen         |

### Evangelisch
Es gab in Plauten und gibt in Pluty keine eigene evangelische Kirche. Die Gemeindeglieder gehörten bis 1945 zur Pfarrkirche in Mehlsack, die  dem Superintendenturbezirk Braunsberg im Kirchenkreis Ermland in der Kirchenprovinz Ostpreußen der Kirche der Altpreußischen Union zugehörte. Heute sind die evangelischen Einwohner Plutys Glieder der Evangelisch-Augsburgischen Kirche in Polen.

## Verkehr
Der Ort liegt an der verkehrsreichen Woiwodschaftsstraße 512, die von der russisch-polnischen Grenze über Bartoszyce (Bartenstein) und Górowo Iławeckie (Landsberg) bis nach Pieniężno (Mehlsack) verläuft. Eine aus Richtung Süden von Glądy (Glanden) kommende Nebenstraße endet hier.
Eine Bahnanbindung besteht nicht.

## Persönlichkeiten
- Johannes Romanski (1911–1943), deutscher römisch-katholischer Geistlicher, Steyler Missionar und Märtyrer
- Bruno Bludau (1890–1945), deutscher römisch-katholischer Geistlicher und Märtyrer, letzter deutscher Pfarrer in Plauten